# Oberkommando des Heeres
Oberkommando des Heeres (OKH) var den tyska arméns högsta ledning i Nazityskland 1936–1945.
Oberkommando des Heeres infördes den 1 november 1936 som benämning på den högsta förvaltnings- och befälsmyndigheten inom den tyska armén. OKH motsvarades i marinen av OKM och i Luftwaffe av Reichsluftfahrtministeriums OKL. OKH delades i sin tur in i Generalstab des Heeres och Heerespersonalamt. Tillkom gjorde Adjutantur des Chefs des OKH och Beauftragte des Führers für die militärische Geschichtsschreibung. Chefen för armén var även chef för OKH.

## Överbefälhavare för tyska armén
| Namn                    | Fotografi | Ämbetstid |
| ----------------------- | --------- | --------- |
| Werner von Fritsch      |           | 1934–1938 |
| Walther von Brauchitsch |           | 1938–1941 |
| Adolf Hitler            |           | 1941–1945 |
| Ferdinand Schörner      |           | 1945      |